# ما رأى مختلس النظر
"ماذا يرى المختلس" هو فيلم إثارة عام 1972 من إخراج جيمس كيلي وأندريا بيانكي وبطولة مارك ليستر وبريت إيكلاند وهاردي كروغر وليلي بالمر.